# 認知モデル
認知モデル（Cognitive Model）とは、認知心理学における実在を単純化して表現したモデルである。その本質は適切な行動（すなわち、与えられたゴールに到達することを保証する行動）を決定する助けとなることである。
認知科学における認知モデルは、認識過程のモデルである。簡単に言えば、コンピュータを利用した認知的行為のモデル化である。あるいはコンピュータの利用を改善するために認知的行為について研究することである。認知モデルは、例えば知能あるいは社会的行動、コネクショニズムアーキテクチャの創発的属性などの研究に使われる。
後者の認知モデルは、人工知能や機械学習のための人間理解、すなわちリバースエンジニアリングと理解することもできる。
認知アーキテクチャと比較すると、認知モデルは必ずしも認識の全ての観点（全体論）を説明するわけではなく、特定の認識行為に着目する。多くの認知モデルは、従来的なAIに不足している生物学的観点を取り入れた、コネクショニズムなどの新しいAIのフレームワークを利用する。
認知モデルのためのフレームワークとしては、ACT-RやSoarが有名である。